# Ох уж эти детки!
«Ох уж эти детки!» (англ. Rugrats) — мультсериал, созданный студией «Klasky Csupo» для телеканала «Nickelodeon» и выпускавшийся с 1990 по 2004 год.
Пилотный эпизод был выпущен в 1990 году. Премьера первого эпизода мультсериала состоялась 11 августа 1991 года. Производство продолжалось до 1993 года и остановилось на 65-м эпизоде, который был показан 22 мая 1994 года. С 1995 по 1996 год в эфир вышли две новые серии: «Ох уж эти детки: Пасха» и «Ох уж эти детки: Ханука». Сериал получил высокие оценки критиков и из-за повторов на «Nickelodeon» был очень популярен даже после прекращения выхода новых серий. В 1996 году начались выпуски новых эпизодов, а четвёртый сезон шоу вышел в эфир в 1997 году. В связи с популярностью сериала был выпущен ряд фильмов: «Карапузы» (1998), «Карапузы в Париже» (2000) и «Карапузы встречают Торнберри» (2003, кроссовер с сериалом «Дикая семейка Торнберри»). Финальный эпизод вышел в эфир 1 августа 2004 года и принёс сериалу в общей сложности 172 эпизода и 9 сезонов.
21 июля 2001 года, в честь 10-летия сериала, «Никелодеон» транслировал по телевидению пилотную серию спин-оффа сериала «Детки подросли», в котором рассказывается о жизни детей и их родителей через 10 лет.
За время своего существования сериал «Ох уж эти детки!» удостоился более двадцати наград, включая четыре премии Эмми и собственную звезду на Голливудской «Аллее Славы».
Мультсериал получил высокие отзывы и был первым в рейтинге «Nickelodeon» с 1995 по 2001 год. Он оставался самым продолжительным шоу «Никелодеон» до 2012 года, пока его не превзошёл по этому показателю сериал «Губка Боб Квадратные Штаны».
16 июля 2018 года «Nickelodeon» и «Paramount Pictures» объявили о перезапуске мультсериала «Ох уж эти детки!», но пересозданного в 3D, который вышел в мае 2021 года.

## Сюжет
Главными героями мультсериала являются малыши Томми и Дил Пиклзы, Чаки Финстер, Фил и Лил Девиль, Анжелика Пиклз, Сьюзи Кармайкл, Кими Ватанабэ-Финстер и их родители. Малыши часто попадают в различные ситуации, но всегда находят из них выход.

## Персонажи

### Главные
- Томми Пиклз — годовалый лысый малыш, на редкость храбрый. Носит голубую рубашку с короткими рукавами. Негласный лидер среди своих друзей. Лучший друг Чаки. Позже у него появляется младший брат Дил.
- Чаки Финстер — двухлетний рыжий ребёнок в очках, синей рубашке с короткими рукавами и изображением планеты Сатурн, зелёных шортах, жёлтых носках и красных ботинках. Честный и пугливый, но при этом довольно умён и в критических ситуациях проявляет необычные для себя качества. Лучший друг Томми.
- Фил и Лил Девиль — близнецы (брат и сестра), любят грязь и хулиганить. Часто ссорятся, но в основном дружат. Любят есть червяков.
- Анжелика Пиклз — трёхлетняя проблемная двоюродная сестра Томми и Дила. Носит красную мохровую рубашку, сиреневый сарафан, синие штаны в зелёный горошек и сиреневые ботинки. Очень избалованная, эгоистичная и высокомерная, любит командовать малышами. Часто обманывает малышей, рассказывая небылицы или сгущая краски и преувеличивая то, с чем им предстоит столкнуться в реальности, от неё достаётся особенно Чаки, очень расстраивается, если её идеи не получается исполнить. Несмотря на всю заносчивость Анжелики, она любит малышей и считает их лучшими друзьями. Считает себя модницей. Имеет любимую игрушку — куклу по имени Синтия с частично выпавшими волосами. Любит есть печенье. Изначально единственная, кто хорошо умеет говорить.
- Сьюзи Кармайкл — девочка чуть младше Анжелики, появляется в конце второго сезона. Соседка Томми и Чаки, живущая в многодетной семье. Носит жёлтое платье с фиолетовыми цветами, фиолетовые бриджи и красные тапочки. Всегда чуткая и готова помочь малышам, полная противоположность Анжелики, с которой постоянно соперничает, однако в спин-оффе «Детки подросли» они являются лучшими подругами.
- Кими Финстер — сводная сестра Чаки, впервые появляется во втором полнометражном фильме. Очень весёлая и энергичная, часто помогает Чаки побеждать свои страхи.

### Появившиеся в следующих сезонах
- Дил Пиклз — младший брат Томми (появился в 6 сезоне), новорождённый (до конца сезона), слишком маленький и несмышлёный, не говорит даже с малышами, любит пускать пузыри изо рта и носа.
- Бастер — старший брат Сьюзи (разница в возрасте — 2 года), очень озорной и любит устраивать проделки со старшей сестрой Алисией.
- Алисия — самая старшая в семье Сьюзи. Ей 16 лет. Считает себя взрослой, хотя часто ведёт себя как ребёнок.

### Родители и взрослые
- Стю Пиклз — муж Диди, отец Томми и Дила. Носит тёмно-зелёный пиджак поверх светло-зелёной рубашки, розовый галстук в фиолетовый горошек, светло-фиолетовые брюки и коричневые ботинки. Работает изобретателем игрушек, но не очень успешен в этом. Трусоват, но сможет спасти Томми.
- Диди Пиклз — мама Томми и Дила. Носит красное платье с длинными рукавами, жёлтые бусы, фиолетовые носки и коричневые туфли. Домохозяйка, не особо умна. Имеет странную причёску.
- Лу Пиклз — дедушка Томми, Дила и Анжелики, отец Стю и Дрю. Носит зелёный жилет поверх сиреневой рубашки и зелёные штаны. Часто засыпает под телевизор, любит рыбалку.
- Чарльз Финстер — отец Чаки, вдовец. Очень похож на сына. Трусоват, стеснителен. Носит очки, полосатую жёлтую рубашку с короткими рукавами, фиолетовый галстук-бабочку, зелёные штаны и коричневые ботинки.
- Дрю Пиклз — сын Лу и старший брат Стю, отец Анжелики. Носит двухцветный (сверху фиолетовый, снизу серовато-зелёный) жилет поверх светло-голубой рубашки и серые штаны. Работает адвокатом. Часто спорит со Стю (в большинстве случаев по пустякам), однако между ними часто бывает перемирие.
- Шарлотта Пиклз — мама Анжелики и жена Дрю. Типичная «деловая женщина», имеет свой бизнес, который очень успешен. Носит серый деловой костюм, из под которого видна белая рубашка с красным галстуком, синие туфли и красные серьги. Уделяет мало внимания дочери, проводя много времени на работе. Постоянно разговаривает по телефону, обычно со своим личным помощником Джонатаном, который появился в сериале один раз.
- Бетти Девиль — мама Фила и Лил. Очень мудрая и смелая женщина. В семье принимает главную роль, любые решения исходят от неё. Феминистка. Носит фиолетовую кофту с изображением астрономического символа Венеры, синие бриджи, оранжевые мохровые гольфы и синие ботинки с зелёными полосками.
- Ховард Девиль  — отец Фила и Лил, муж Бетти. Носит коричневую рубашку с короткими рукавами и фиолетовые брюки. Страдает ипохондрией. Во всем солидарен со своей женой.
- Спайк — пёс Стю и Диди, любит играть с Томми и остальными. Носит красный ошейник.

## Эпизоды
| Сезон               | Серии          | Серии          | Даты показа          | Даты показа          |
| Сезон               | Серии          | Серии          | Первая серия         | Последняя серия      |
| ------------------- | -------------- | -------------- | -------------------- | -------------------- |
| Пилотная серия      | Пилотная серия | Пилотная серия | 7 августа 2001 (DVD) | 7 августа 2001 (DVD) |
| 1                   | 13             | 13             | 11 августа 1991      | 22 декабря 1991      |
| 2                   | 26             | 26             | 13 сентября 1992     | 23 мая 1993          |
| 3                   | 26             | 26             | 26 сентября 1993     | 13 апреля 1995       |
| 4                   | 18             | 18             | 4 декабря 1996       | 10 ноября 1998       |
| 5                   | 16             | 16             | 15 августа 1998      | 20 февраля 1999      |
| 6                   | 28             | 28             | 30 января 1999       | 20 июля 2001         |
| 7                   | 18             | 18             | 7 ноября 2000        | 11 декабря 2001      |
| 8                   | 13             | 13             | 9 февраля 2002       | 10 апреля 2004       |
| 9                   | 14             | 14             | 21 сентября 2002     | 1 августа 2004       |
| Tales from the Crib | 2              | 2              | 6 сентября 2005      | 5 сентября 2006      |

## Полнометражные мультфильмы и продолжение
На основе мультсериала было снято три полнометражных мультфильма:
- 1998 — Карапузы
- 2000 — Карапузы в Париже
- 2003 — Карапузы встречаются с Торнберри. Кроссовер с мультсериалом «Дикая семейка Торнберри».

С 2003 по 2008 год выходил мультсериал-продолжение «Детки подросли», где главные герои стали подростками.
С 2021 года выходит мультсериал-ремейк оригинала — «Ох уж эти детки! (мультсериал, 2021)»